# David Samanez Ocampo
David Samanez Ocampo y Sobrino (Cusco, 4 novembre 1886 – Lima, 13 luglio 1947) è stato un politico peruviano.
È stato Presidente del Perù dall'11 marzo all'8 dicembre 1931.